# Chrysogorgia ramosa
Chrysogorgia ramosa is een zachte koraalsoort uit de familie Chrysogorgiidae. De koraalsoort komt uit het geslacht Chrysogorgia. Chrysogorgia ramosa werd in 1902 voor het eerst wetenschappelijk beschreven door Versluys.